# طواف جزيرة تشونغ مينغ سباق المرحلة 2019
طواف جزيرة تشونغ مينغ سباق المرحلة 2019 (بالإنجليزية: 2019 Tour of Chongming Island)‏ هو سباق دراجات هوائية، وهو الموسم رقم 13 من السباق، وأقيم خلال الفترة 9 مايو 2019، وحتى 11 مايو 2019، وامتدّ لمسافة 347.7 كيلومتر، وهو أحد سباقات طواف العالم للدراجات للنساء 2019، وهو من نوع منافسة رياضية، وقد شارك في السباق 99 متسابقاً ووصل إلى نهايته 90 متسابقاً.
فاز فيه بالمركز الأول لورينا ويبيس، وبالمركز الثاني Jutatip Maneephan ‏، وبالمركز الثالث لوت كوبيكي، والفائز في ترتيب التسلق  لورينا ويبيس، والفائز حسب ترتيب النقاط للشباب  لورينا ويبيس، والفائز حسب ترتيب النقاط نينا كيسلر.

## الفرق
| فرق سيدات محترفة (16)- BTC City Ljubljana ‏ - China Liv Pro Cycling ‏ - كوجياس ميتلر لوك برو 2019 ‏ - دولتشيني فان إيك سبورت 2019 ‏ - هايتك بوردكتس-بيرك سبورت 2019 ‏ - لوتو سودال للسيدات 2019 ‏ - لفيف للسيدات 2019 ‏ - ماسي تكتيك تيم للسيدات ‏ - Minsk Cycling Club (women's team) ‏ - Liv AlUla Jayco ‏ - باركهوتل فالكنبورغ 2019 ‏ - Servetto–Makhymo–Beltrami TSA ‏ - ألومنيت ‏ - فريق تايلاند لركوب الدراجات للسيدات 2019 ‏ - EF Education–Tibco–SVB ‏ - Ceratizit Pro Cycling ‏ فرق وطنية (2)- فريق جمهورية الصين الشعبية لركوب الدراجات للسيدات 2019‏ - منتخب هونغ كونغ لركوب الدراجات للسيدات 2019‏ |  |
| |  |

## المراحل
| المرحلة   | التاريخ | الدورة                                      | type         | المسافة (كم) | الفائز بالمرحلة | القائد العام |
| --------- | ------- | ------------------------------------------- | ------------ | ------------ | --------------- | ------------ |
| المرحلة 1 | 9 مايو  | Chongming, Shanghai ‏ – Chongming, Shanghai ‏ | مرحلة مستوية | 102٫7        | لورينا ويبيس    | لورينا ويبيس |
| المرحلة 2 | 10 مايو | Changxing County ‏ – Chongming, Shanghai ‏    | مرحلة مستوية | 126٫6        | لورينا ويبيس    | لورينا ويبيس |
| المرحلة 3 | 11 مايو | Chongming, Shanghai ‏ – Chongming, Shanghai ‏ | مرحلة مستوية | 118٫4        | لورينا ويبيس    | لورينا ويبيس |

## النتيجة

### مرحلة 1
هي مرحلة مسطحة، أجريت في 9 مايو 2019 فاز بالمرحلة لورينا ويبيس، ومتصدر الترتيب العام في نهاية المرحلة لورينا ويبيس.
| \| التصنيف العام \| التصنيف العام \| التصنيف العام \| التصنيف العام \| التصنيف العام \| \| المتسابقة \| المتسابقة \| الفريق \| الوقت \| \| \| ------------- \| ---------------------------------- \| ------------------------------------------------ \| ------------- \| ------------- \| \| 1 \| لورينا ويبيس \| باركهوتل فالكنبورغ [الإنجليزية]‏ \| 2 س 29 د 14 ث \| \| \| 2 \| لوت كوبيكي \| لوتو بيليسول للسيدات [الإنجليزية]‏ \| + 7 ث \| \| \| 3 \| نينا كيسلر \| EF Education–Tibco–SVB [الإنجليزية]‏ \| + 11 ث \| \| \| 4 \| Jutatip Maneephan [الإنجليزية]‏ \| فريق تايلاند لركوب الدراجات للسيدات [الإنجليزية]‏ \| + 11 ث \| \| \| 5 \| Marta Tagliaferro [الإنجليزية]‏ \| تيم كوب هايتك بوردكتس [الإنجليزية]‏ \| + 14 ث \| \| \| 6 \| لوسي جارنر \| تيم كوب هايتك بوردكتس [الإنجليزية]‏ \| + 15 ث \| \| \| 7 \| سارة روي \| Liv AlUla Jayco [الإنجليزية]‏ \| + 15 ث \| \| \| 8 \| تاتسيانا شاراكوفا \| Minsk Cycling Club (women's team) [الإنجليزية]‏ \| + 15 ث \| \| \| 9 \| Saartje Vandenbroucke [الإنجليزية]‏ \| دولتشيني فان إيك بروكسيموس [الإنجليزية]‏ \| + 15 ث \| \| \| 10 \| ديمي دي جونغ [الإنجليزية]‏ \| لوتو بيليسول للسيدات [الإنجليزية]‏ \| + 15 ث \| \| |                        |                                      |               |  |
| |                        |                                      |               |  |
| مصدر: ProCyclingStats |                        |                                      |               |  |
| التصنيف العام |                        |                                      |               |  |
| المتسابقة | المتسابقة              | الفريق                               | الوقت         |  |
| 1 | لورينا ويبيس           | باركهوتل فالكنبورغ ‏                  | 2 س 29 د 14 ث |  |
| 2 | لوت كوبيكي             | لوتو بيليسول للسيدات ‏                | + 7 ث         |  |
| 3 | نينا كيسلر             | EF Education–Tibco–SVB ‏              | + 11 ث        |  |
| 4 | Jutatip Maneephan ‏     | فريق تايلاند لركوب الدراجات للسيدات ‏ | + 11 ث        |  |
| 5 | Marta Tagliaferro ‏     | تيم كوب هايتك بوردكتس ‏               | + 14 ث        |  |
| 6 | لوسي جارنر             | تيم كوب هايتك بوردكتس ‏               | + 15 ث        |  |
| 7 | سارة روي               | Liv AlUla Jayco ‏                     | + 15 ث        |  |
| 8 | تاتسيانا شاراكوفا      | Minsk Cycling Club (women's team) ‏   | + 15 ث        |  |
| 9 | Saartje Vandenbroucke ‏ | دولتشيني فان إيك بروكسيموس ‏          | + 15 ث        |  |
| 10 | ديمي دي جونغ ‏          | لوتو بيليسول للسيدات ‏                | + 15 ث        |  |

### مرحلة 2
هي مرحلة مسطحة، أجريت في 10 مايو 2019 فاز بالمرحلة لورينا ويبيس، ومتصدر الترتيب العام في نهاية المرحلة لورينا ويبيس.
| \| التصنيف العام \| التصنيف العام \| التصنيف العام \| التصنيف العام \| التصنيف العام \| \| المتسابقة \| المتسابقة \| الفريق \| الوقت \| \| \| ------------- \| ------------------------------ \| ------------------------------------------------ \| ------------- \| ------------- \| \| 1 \| لورينا ويبيس \| باركهوتل فالكنبورغ [الإنجليزية]‏ \| 5 س 34 د 25 ث \| \| \| 2 \| Jutatip Maneephan [الإنجليزية]‏ \| فريق تايلاند لركوب الدراجات للسيدات [الإنجليزية]‏ \| + 17 ث \| \| \| 3 \| لوت كوبيكي \| لوتو بيليسول للسيدات [الإنجليزية]‏ \| + 20 ث \| \| \| 4 \| لوسي جارنر \| تيم كوب هايتك بوردكتس [الإنجليزية]‏ \| + 25 ث \| \| \| 5 \| نينا كيسلر \| EF Education–Tibco–SVB [الإنجليزية]‏ \| + 25 ث \| \| \| 6 \| تاتسيانا شاراكوفا \| Minsk Cycling Club (women's team) [الإنجليزية]‏ \| + 26 ث \| \| \| 7 \| سارة روي \| Liv AlUla Jayco [الإنجليزية]‏ \| + 27 ث \| \| \| 8 \| Marta Tagliaferro [الإنجليزية]‏ \| تيم كوب هايتك بوردكتس [الإنجليزية]‏ \| + 28 ث \| \| \| 9 \| Pascale Jeuland-Tranchant \| دولتشيني فان إيك بروكسيموس [الإنجليزية]‏ \| + 29 ث \| \| \| 10 \| مونيك فان دي ري \| BTC City Ljubljana [الإنجليزية]‏ \| + 29 ث \| \| |                           |                                      |               |  |
| |                           |                                      |               |  |
| مصدر: ProCyclingStats |                           |                                      |               |  |
| التصنيف العام |                           |                                      |               |  |
| المتسابقة | المتسابقة                 | الفريق                               | الوقت         |  |
| 1 | لورينا ويبيس              | باركهوتل فالكنبورغ ‏                  | 5 س 34 د 25 ث |  |
| 2 | Jutatip Maneephan ‏        | فريق تايلاند لركوب الدراجات للسيدات ‏ | + 17 ث        |  |
| 3 | لوت كوبيكي                | لوتو بيليسول للسيدات ‏                | + 20 ث        |  |
| 4 | لوسي جارنر                | تيم كوب هايتك بوردكتس ‏               | + 25 ث        |  |
| 5 | نينا كيسلر                | EF Education–Tibco–SVB ‏              | + 25 ث        |  |
| 6 | تاتسيانا شاراكوفا         | Minsk Cycling Club (women's team) ‏   | + 26 ث        |  |
| 7 | سارة روي                  | Liv AlUla Jayco ‏                     | + 27 ث        |  |
| 8 | Marta Tagliaferro ‏        | تيم كوب هايتك بوردكتس ‏               | + 28 ث        |  |
| 9 | Pascale Jeuland-Tranchant | دولتشيني فان إيك بروكسيموس ‏          | + 29 ث        |  |
| 10 | مونيك فان دي ري           | BTC City Ljubljana ‏                  | + 29 ث        |  |

### مرحلة 3
هي مرحلة مسطحة، أجريت في 11 مايو 2019 فاز بالمرحلة لورينا ويبيس، ومتصدر الترتيب العام في نهاية المرحلة لورينا ويبيس.
| \| التصنيف العام \| التصنيف العام \| التصنيف العام \| التصنيف العام \| التصنيف العام \| \| المتسابقة \| المتسابقة \| الفريق \| الوقت \| \| \| ------------- \| ------------- \| ------------- \| ------------- \| ------------- \| |           |        |       |  |
| |           |        |       |  |
| مصدر: ProCyclingStats |           |        |       |  |
| التصنيف العام |           |        |       |  |
| المتسابقة | المتسابقة | الفريق | الوقت |  |

## التصنيف العام النهائي
| \| التصنيف العام \| التصنيف العام \| التصنيف العام \| التصنيف العام \| التصنيف العام \| \| المتسابقة \| المتسابقة \| الفريق \| الوقت \| \| \| ------------- \| ------------------------------- \| ------------------------------------------------ \| ------------- \| ------------- \| \| 1 \| لورينا ويبيس \| باركهوتل فالكنبورغ [الإنجليزية]‏ \| 8 س 26 د 14 ث \| \| \| 2 \| Jutatip Maneephan [الإنجليزية]‏ \| فريق تايلاند لركوب الدراجات للسيدات [الإنجليزية]‏ \| + 22 ث \| \| \| 3 \| لوت كوبيكي \| لوتو بيليسول للسيدات [الإنجليزية]‏ \| + 27 ث \| \| \| 4 \| نينا كيسلر \| EF Education–Tibco–SVB [الإنجليزية]‏ \| + 35 ث \| \| \| 5 \| لوسي جارنر \| تيم كوب هايتك بوردكتس [الإنجليزية]‏ \| + 37 ث \| \| \| 6 \| Marta Tagliaferro [الإنجليزية]‏ \| تيم كوب هايتك بوردكتس [الإنجليزية]‏ \| + 37 ث \| \| \| 7 \| تاتسيانا شاراكوفا \| Minsk Cycling Club (women's team) [الإنجليزية]‏ \| + 38 ث \| \| \| 8 \| Maaike Boogaard [الإنجليزية]‏ \| BTC City Ljubljana [الإنجليزية]‏ \| + 38 ث \| \| \| 9 \| Valeriya Kononenko [الإنجليزية]‏ \| لفيف للسيدات [الإنجليزية]‏ \| + 39 ث \| \| \| 10 \| Pascale Jeuland-Tranchant \| دولتشيني فان إيك بروكسيموس [الإنجليزية]‏ \| + 41 ث \| \| |                           |                                      |               |  |
| |                           |                                      |               |  |
| مصدر: ProCyclingStats |                           |                                      |               |  |
| التصنيف العام |                           |                                      |               |  |
| المتسابقة | المتسابقة                 | الفريق                               | الوقت         |  |
| 1 | لورينا ويبيس              | باركهوتل فالكنبورغ ‏                  | 8 س 26 د 14 ث |  |
| 2 | Jutatip Maneephan ‏        | فريق تايلاند لركوب الدراجات للسيدات ‏ | + 22 ث        |  |
| 3 | لوت كوبيكي                | لوتو بيليسول للسيدات ‏                | + 27 ث        |  |
| 4 | نينا كيسلر                | EF Education–Tibco–SVB ‏              | + 35 ث        |  |
| 5 | لوسي جارنر                | تيم كوب هايتك بوردكتس ‏               | + 37 ث        |  |
| 6 | Marta Tagliaferro ‏        | تيم كوب هايتك بوردكتس ‏               | + 37 ث        |  |
| 7 | تاتسيانا شاراكوفا         | Minsk Cycling Club (women's team) ‏   | + 38 ث        |  |
| 8 | Maaike Boogaard ‏          | BTC City Ljubljana ‏                  | + 38 ث        |  |
| 9 | Valeriya Kononenko ‏       | لفيف للسيدات ‏                        | + 39 ث        |  |
| 10 | Pascale Jeuland-Tranchant | دولتشيني فان إيك بروكسيموس ‏          | + 41 ث        |  |

### تصنيف النقاط
| \| تصنيف النقاط \| تصنيف النقاط \| تصنيف النقاط \| تصنيف النقاط \| تصنيف النقاط \| \| المتسابقة \| المتسابقة \| الفريق \| النقاط \| \| \| ------------ \| ------------------------------ \| ------------------------------------------------ \| ------------ \| ------------ \| \| 1 \| لورينا ويبيس \| باركهوتل فالكنبورغ [الإنجليزية]‏ \| 59 نقطة \| \| \| 2 \| Jutatip Maneephan [الإنجليزية]‏ \| فريق تايلاند لركوب الدراجات للسيدات [الإنجليزية]‏ \| 34 نقطة \| \| \| 3 \| لوت كوبيكي \| لوتو بيليسول للسيدات [الإنجليزية]‏ \| 31 نقطة \| \| \| 4 \| لوسي جارنر \| تيم كوب هايتك بوردكتس [الإنجليزية]‏ \| 24 نقطة \| \| \| 5 \| نينا كيسلر \| EF Education–Tibco–SVB [الإنجليزية]‏ \| 23 نقطة \| \| \| 6 \| Marta Tagliaferro [الإنجليزية]‏ \| تيم كوب هايتك بوردكتس [الإنجليزية]‏ \| 17 نقطة \| \| \| 7 \| سارة روي \| Liv AlUla Jayco [الإنجليزية]‏ \| 14 نقطة \| \| \| 8 \| Zhao Xisha [الإنجليزية]‏ \| China Liv Pro Cycling [الإنجليزية]‏ \| 10 نقطة \| \| \| 9 \| تاتسيانا شاراكوفا \| Minsk Cycling Club (women's team) [الإنجليزية]‏ \| 9 نقطة \| \| \| 10 \| Pascale Jeuland-Tranchant \| دولتشيني فان إيك بروكسيموس [الإنجليزية]‏ \| 6 نقطة \| \| |                           |                                      |         |  |
| |                           |                                      |         |  |
| مصدر: ProCyclingStats |                           |                                      |         |  |
| تصنيف النقاط |                           |                                      |         |  |
| المتسابقة | المتسابقة                 | الفريق                               | النقاط  |  |
| 1 | لورينا ويبيس              | باركهوتل فالكنبورغ ‏                  | 59 نقطة |  |
| 2 | Jutatip Maneephan ‏        | فريق تايلاند لركوب الدراجات للسيدات ‏ | 34 نقطة |  |
| 3 | لوت كوبيكي                | لوتو بيليسول للسيدات ‏                | 31 نقطة |  |
| 4 | لوسي جارنر                | تيم كوب هايتك بوردكتس ‏               | 24 نقطة |  |
| 5 | نينا كيسلر                | EF Education–Tibco–SVB ‏              | 23 نقطة |  |
| 6 | Marta Tagliaferro ‏        | تيم كوب هايتك بوردكتس ‏               | 17 نقطة |  |
| 7 | سارة روي                  | Liv AlUla Jayco ‏                     | 14 نقطة |  |
| 8 | Zhao Xisha ‏               | China Liv Pro Cycling ‏               | 10 نقطة |  |
| 9 | تاتسيانا شاراكوفا         | Minsk Cycling Club (women's team) ‏   | 9 نقطة  |  |
| 10 | Pascale Jeuland-Tranchant | دولتشيني فان إيك بروكسيموس ‏          | 6 نقطة  |  |

### تصنيف الجبال
| \| تصنيف الجبال \| تصنيف الجبال \| تصنيف الجبال \| تصنيف الجبال \| تصنيف الجبال \| \| المتسابقة \| المتسابقة \| الفريق \| النقاط \| \| \| ------------ \| -------------------------- \| ---------------------------------------------- \| ------------ \| ------------ \| \| 1 \| نينا كيسلر \| EF Education–Tibco–SVB [الإنجليزية]‏ \| 2 نقطة \| \| \| 2 \| Hanna Tserakh [الإنجليزية]‏ \| Minsk Cycling Club (women's team) [الإنجليزية]‏ \| 1 نقطة \| \| |                |                                    |        |  |
| |                |                                    |        |  |
| مصدر: ProCyclingStats |                |                                    |        |  |
| تصنيف الجبال |                |                                    |        |  |
| المتسابقة | المتسابقة      | الفريق                             | النقاط |  |
| 1 | نينا كيسلر     | EF Education–Tibco–SVB ‏            | 2 نقطة |  |
| 2 | Hanna Tserakh ‏ | Minsk Cycling Club (women's team) ‏ | 1 نقطة |  |

### تصنيف أفضل شاب
| \| تصنيف أفضل شابة \| تصنيف أفضل شابة \| تصنيف أفضل شابة \| تصنيف أفضل شابة \| تصنيف أفضل شابة \| \| المتسابقة \| المتسابقة \| الفريق \| الوقت \| \| \| --------------- \| --------------------------------- \| ---------------------------------------------- \| --------------- \| --------------- \| \| 1 \| لورينا ويبيس \| باركهوتل فالكنبورغ [الإنجليزية]‏ \| 8 س 26 د 14 ث \| \| \| 2 \| Maaike Boogaard [الإنجليزية]‏ \| BTC City Ljubljana [الإنجليزية]‏ \| + 38 ث \| \| \| 3 \| Lonneke Uneken [الإنجليزية]‏ \| تيم كوب هايتك بوردكتس [الإنجليزية]‏ \| + 41 ث \| \| \| 4 \| Lea Lin Teutenberg [الإنجليزية]‏ \| Ceratizit Pro Cycling [الإنجليزية]‏ \| + 41 ث \| \| \| 5 \| Victoire Berteau [الإنجليزية]‏ \| دولتشيني فان إيك بروكسيموس [الإنجليزية]‏ \| + 41 ث \| \| \| 6 \| Teresa Ripoll Sabate [الإنجليزية]‏ \| ماسي تكتيك تيم للسيدات [الإنجليزية]‏ \| + 41 ث \| \| \| 7 \| Ingvild Gåskjenn [الإنجليزية]‏ \| تيم كوب هايتك بوردكتس [الإنجليزية]‏ \| + 41 ث \| \| \| 8 \| Markéta Hájková [الإنجليزية]‏ \| Servetto–Makhymo–Beltrami TSA [الإنجليزية]‏ \| + 41 ث \| \| \| 9 \| Pernille Feldmann [الإنجليزية]‏ \| تيم كوب هايتك بوردكتس [الإنجليزية]‏ \| + 41 ث \| \| \| 10 \| Alina Abramenko‏ \| Minsk Cycling Club (women's team) [الإنجليزية]‏ \| + 41 ث \| \| |                       |                                    |               |  |
| |                       |                                    |               |  |
| مصدر: ProCyclingStats |                       |                                    |               |  |
| تصنيف أفضل شابة |                       |                                    |               |  |
| المتسابقة | المتسابقة             | الفريق                             | الوقت         |  |
| 1 | لورينا ويبيس          | باركهوتل فالكنبورغ ‏                | 8 س 26 د 14 ث |  |
| 2 | Maaike Boogaard ‏      | BTC City Ljubljana ‏                | + 38 ث        |  |
| 3 | Lonneke Uneken ‏       | تيم كوب هايتك بوردكتس ‏             | + 41 ث        |  |
| 4 | Lea Lin Teutenberg ‏   | Ceratizit Pro Cycling ‏             | + 41 ث        |  |
| 5 | Victoire Berteau ‏     | دولتشيني فان إيك بروكسيموس ‏        | + 41 ث        |  |
| 6 | Teresa Ripoll Sabate ‏ | ماسي تكتيك تيم للسيدات ‏            | + 41 ث        |  |
| 7 | Ingvild Gåskjenn ‏     | تيم كوب هايتك بوردكتس ‏             | + 41 ث        |  |
| 8 | Markéta Hájková ‏      | Servetto–Makhymo–Beltrami TSA ‏     | + 41 ث        |  |
| 9 | Pernille Feldmann ‏    | تيم كوب هايتك بوردكتس ‏             | + 41 ث        |  |
| 10 | Alina Abramenko‏       | Minsk Cycling Club (women's team) ‏ | + 41 ث        |  |

## المشاركون
| Liv AlUla Jayco ‏ MTS | Liv AlUla Jayco ‏ MTS | Liv AlUla Jayco ‏ MTS |
| -------------------- | -------------------- | -------------------- |
| م                    | عداء                 | مرتبة                |
| 1                    | سارة روي             | 72                   |
| 3                    | جيسيكا ألين          | 71                   |
| 4                    | غريس براون           | لم يكمل السباق-1     |
| 5                    | Moniek Tenniglo ‏     | 50                   |
| 6                    | Alexandra Manly ‏     | 78                   |

| Ceratizit Pro Cycling ‏ WNT | Ceratizit Pro Cycling ‏ WNT | Ceratizit Pro Cycling ‏ WNT |
| -------------------------- | -------------------------- | -------------------------- |
| م                          | عداء                       | مرتبة                      |
| 11                         | Lea Lin Teutenberg ‏        | 19                         |
| 12                         | Sarah Rijkes ‏              | 23                         |
| 13                         | Lara Vieceli ‏              | 14                         |
| 14                         | Gabrielle Pilote Fortin ‏   | 64                         |
| 15                         | Anna Badegruber ‏           | 61                         |

| EF Education–Tibco–SVB ‏ TIB | EF Education–Tibco–SVB ‏ TIB | EF Education–Tibco–SVB ‏ TIB |
| --------------------------- | --------------------------- | --------------------------- |
| م                           | عداء                        | مرتبة                       |
| 21                          | Nicolle Bruderer ‏           | 89                          |
| 22                          | نينا كيسلر                  | 4                           |
| 23                          | Sharlotte Lucas ‏            | 28                          |
| 24                          | Shannon Malseed ‏            | 66                          |
| 26                          | Rozanne Slik ‏               | 29                          |

| فريق كوجياس ميتلر لوك برو للدراجات ‏ CGS | فريق كوجياس ميتلر لوك برو للدراجات ‏ CGS | فريق كوجياس ميتلر لوك برو للدراجات ‏ CGS |
| --------------------------------------- | --------------------------------------- | --------------------------------------- |
| م                                       | عداء                                    | مرتبة                                   |
| 31                                      | Ekaterina Knebeleva ‏                    | 54                                      |
| 32                                      | Renata Baymetova ‏                       | 65                                      |
| 33                                      | غولناز خاتونتسيفا                       | 88                                      |
| 34                                      | أولغا زابيلينسكايا                      | 25                                      |

| BTC City Ljubljana ‏ BTC | BTC City Ljubljana ‏ BTC | BTC City Ljubljana ‏ BTC |
| ----------------------- | ----------------------- | ----------------------- |
| م                       | عداء                    | مرتبة                   |
| 41                      | Mia Radotić ‏            | 16                      |
| 42                      | Anastasia Chursina      | لم يبدأ-2               |
| 43                      | Urška Bravec ‏           | 55                      |
| 44                      | Hayley Simmonds ‏        | 56                      |
| 45                      | مونيك فان دي ري         | 11                      |
| 46                      | Maaike Boogaard ‏        | 8                       |

| باركهوتل فالكنبورغ ‏ PHV | باركهوتل فالكنبورغ ‏ PHV | باركهوتل فالكنبورغ ‏ PHV |
| ----------------------- | ----------------------- | ----------------------- |
| م                       | عداء                    | مرتبة                   |
| 51                      | لورينا ويبيس            | 1                       |
| 52                      | إستر فان فيين           | 75                      |
| 53                      | فيمكا ماركوس            | 80                      |
| 54                      | جنين فان دير مير ‏       | 86                      |
| 55                      | Meike Uiterwijk Winkel ‏ | 74                      |

| لوتو بيليسول للسيدات ‏ LSL | لوتو بيليسول للسيدات ‏ LSL | لوتو بيليسول للسيدات ‏ LSL |
| ------------------------- | ------------------------- | ------------------------- |
| م                         | عداء                      | مرتبة                     |
| 61                        | Annelies Dom ‏ (طريق)      | 42                        |
| 62                        | لوت كوبيكي                | 3                         |
| 63                        | Danique Braam ‏            | 24                        |
| 64                        | ديمي دي جونغ ‏             | 17                        |
| 65                        | شانتال هوفمان             | 73                        |
| 66                        | Nguyễn Thị Thật ‏          | 35                        |

| ماسي تكتيك تيم للسيدات ‏ MAT | ماسي تكتيك تيم للسيدات ‏ MAT | ماسي تكتيك تيم للسيدات ‏ MAT |
| --------------------------- | --------------------------- | --------------------------- |
| م                           | عداء                        | مرتبة                       |
| 71                          | Teresa Ripoll Sabate ‏       | 26                          |
| 72                          | Mireia Benito ‏              | لم يبدأ-2                   |
| 73                          | Noemí Ferré ‏                | 87                          |
| 74                          | Elisabet Escursell Valero ‏  | 81                          |
| 75                          | Nekane Gómez ‏               | 85                          |
| 76                          | بيلين لوبيز                 | 32                          |

| دولتشيني فان إيك بروكسيموس ‏ DVE | دولتشيني فان إيك بروكسيموس ‏ DVE | دولتشيني فان إيك بروكسيموس ‏ DVE |
| ------------------------------- | ------------------------------- | ------------------------------- |
| م                               | عداء                            | مرتبة                           |
| 81                              | Bryony van Velzen ‏              | 13                              |
| 82                              | Victoire Berteau ‏               | 22                              |
| 83                              | Pascale Jeuland-Tranchant       | 10                              |
| 84                              | دانييلا ريس (طريق)              | 69                              |

| بدون فريق ___ | بدون فريق ___ | بدون فريق ___ |
| ------------- | ------------- | ------------- |
| م             | عداء          | مرتبة         |
| 85            | كيلي ماركوس   | 18            |

| دولتشيني فان إيك بروكسيموس ‏ DVE | دولتشيني فان إيك بروكسيموس ‏ DVE | دولتشيني فان إيك بروكسيموس ‏ DVE |
| ------------------------------- | ------------------------------- | ------------------------------- |
| م                               | عداء                            | مرتبة                           |
| 86                              | Saartje Vandenbroucke ‏          | لم يبدأ-3                       |

| Minsk Cycling Club (women's team) ‏ MCC | Minsk Cycling Club (women's team) ‏ MCC | Minsk Cycling Club (women's team) ‏ MCC |
| -------------------------------------- | -------------------------------------- | -------------------------------------- |
| م                                      | عداء                                   | مرتبة                                  |
| 91                                     | Nastassia Kiptsikava ‏                  | لم يبدأ-2                              |
| 92                                     | Taisa Naskovich ‏                       | 36                                     |
| 93                                     | تاتسيانا شاراكوفا                      | 7                                      |
| 94                                     | Hanna Tserakh ‏                         | 41                                     |
| 95                                     | Alina Abramenko‏                        | 38                                     |

| تيم كوب هايتك بوردكتس ‏ HPU | تيم كوب هايتك بوردكتس ‏ HPU | تيم كوب هايتك بوردكتس ‏ HPU |
| -------------------------- | -------------------------- | -------------------------- |
| م                          | عداء                       | مرتبة                      |
| 101                        | لوسي جارنر                 | 5                          |
| 102                        | Ingvild Gåskjenn ‏          | 30                         |
| 103                        | Marta Tagliaferro ‏         | 6                          |
| 104                        | غريس جارنر                 | لم يكمل السباق-1           |
| 105                        | Lonneke Uneken ‏            | 15                         |
| 106                        | Pernille Feldmann ‏         | 37                         |

| Servetto–Makhymo–Beltrami TSA ‏ SER | Servetto–Makhymo–Beltrami TSA ‏ SER | Servetto–Makhymo–Beltrami TSA ‏ SER |
| ---------------------------------- | ---------------------------------- | ---------------------------------- |
| م                                  | عداء                               | مرتبة                              |
| 111                                | Kseniya Dobrynina ‏                 | 31                                 |
| 112                                | Anna Potokina ‏                     | 52                                 |
| 113                                | Mónika Király ‏                     | 43                                 |
| 114                                | Francesca Balducci ‏                | 51                                 |
| 115                                | Aleksandra Goncharova ‏             | 20                                 |
| 116                                | Markéta Hájková ‏                   | 34                                 |

| فريق تايلاند لركوب الدراجات للسيدات ‏ TWC | فريق تايلاند لركوب الدراجات للسيدات ‏ TWC | فريق تايلاند لركوب الدراجات للسيدات ‏ TWC |
| ---------------------------------------- | ---------------------------------------- | ---------------------------------------- |
| م                                        | عداء                                     | مرتبة                                    |
| 121                                      | Chanpeng Nontasin ‏                       | 70                                       |
| 122                                      | Jutatip Maneephan ‏                       | 2                                        |
| 123                                      | Supaksorn Nuntana ‏                       | 48                                       |
| 124                                      | Chaniporn Batriya ‏                       | 62                                       |
| 125                                      | Phetdarin Somrat ‏                        | OTL-1                                    |
| 126                                      | Sarocha Kamonkhon ‏                       | 53                                       |

| China Liv Pro Cycling ‏ GPC | China Liv Pro Cycling ‏ GPC | China Liv Pro Cycling ‏ GPC |
| -------------------------- | -------------------------- | -------------------------- |
| م                          | عداء                       | مرتبة                      |
| 131                        | Zhao Xisha ‏                | 12                         |
| 132                        | Peixiao Wu ‏                | 68                         |
| 133                        | Li Jiaqi (cyclist) ‏        | 40                         |
| 134                        | Lu Siying ‏                 | 82                         |
| 135                        | Pu Yixian ‏                 | 33                         |
| 136                        | Liang Hongyu (cyclist) ‏    | 83                         |

| لفيف للسيدات ‏ LCW | لفيف للسيدات ‏ LCW   | لفيف للسيدات ‏ LCW |
| ----------------- | ------------------- | ----------------- |
| م                 | عداء                | مرتبة             |
| 141               | Oksana Kliachina ‏   | 79                |
| 142               | Valeriya Kononenko ‏ | 9                 |
| 143               | Olena Sharha ‏       | 46                |
| 144               | Anna Nahirna ‏       | 47                |
| 145               | Yuliia Biriukova ‏   | 49                |
| 146               | Hanna Solovey ‏      | 27                |

| ألومنيت ‏ ILU | ألومنيت ‏ ILU       | ألومنيت ‏ ILU     |
| ------------ | ------------------ | ---------------- |
| م            | عداء               | مرتبة            |
| 151          | Kulacha Chairin ‏   | 60               |
| 152          | Tatiana Dueñas ‏    | 77               |
| 153          | Daphne Karagianis ‏ | 76               |
| 154          | Jessenia Meneses ‏  | 59               |
| 155          | ليكسي ميلارد       | لم يكمل السباق-2 |

| فريق جمهورية الصين الشعبية لركوب الدراجات للسيدات 2019‏ CHN | فريق جمهورية الصين الشعبية لركوب الدراجات للسيدات 2019‏ CHN | فريق جمهورية الصين الشعبية لركوب الدراجات للسيدات 2019‏ CHN |
| ---------------------------------------------------------- | ---------------------------------------------------------- | ---------------------------------------------------------- |
| م                                                          | عداء                                                       | مرتبة                                                      |
| 161                                                        | Sun Jiajun (cyclist) ‏                                      | 21                                                         |
| 162                                                        | Liu Zixin‏                                                  | 39                                                         |
| 163                                                        | Xiuyan Lu‏                                                  | 45                                                         |
| 164                                                        | Lu Mei ‏                                                    | 57                                                         |
| 166                                                        | Yuan Sun‏                                                   | 63                                                         |

| منتخب هونغ كونغ لركوب الدراجات للسيدات 2019‏ HKG | منتخب هونغ كونغ لركوب الدراجات للسيدات 2019‏ HKG | منتخب هونغ كونغ لركوب الدراجات للسيدات 2019‏ HKG |
| ----------------------------------------------- | ----------------------------------------------- | ----------------------------------------------- |
| م                                               | عداء                                            | مرتبة                                           |
| 171                                             | Yang Qianyu ‏                                    | 67                                              |
| 172                                             | بانج ياو                                        | 58                                              |
| 173                                             | Leung Wing Yee‏                                  | 44                                              |
| 174                                             | Yin Yu Ma‏                                       | 90                                              |
| 175                                             | Leung Hoi Wah‏                                   | لم يكمل السباق-2                                |
| 176                                             | Sze Wing Ng‏                                     | 84                                              |

| Liv AlUla Jayco ‏ MTS | Liv AlUla Jayco ‏ MTS | Liv AlUla Jayco ‏ MTS |
| -------------------- | -------------------- | -------------------- |
| م                    | عداء                 | مرتبة                |
| 1                    | سارة روي             | 72                   |
| 3                    | جيسيكا ألين          | 71                   |
| 4                    | غريس براون           | لم يكمل السباق-1     |
| 5                    | Moniek Tenniglo ‏     | 50                   |
| 6                    | Alexandra Manly ‏     | 78                   |

| Ceratizit Pro Cycling ‏ WNT | Ceratizit Pro Cycling ‏ WNT | Ceratizit Pro Cycling ‏ WNT |
| -------------------------- | -------------------------- | -------------------------- |
| م                          | عداء                       | مرتبة                      |
| 11                         | Lea Lin Teutenberg ‏        | 19                         |
| 12                         | Sarah Rijkes ‏              | 23                         |
| 13                         | Lara Vieceli ‏              | 14                         |
| 14                         | Gabrielle Pilote Fortin ‏   | 64                         |
| 15                         | Anna Badegruber ‏           | 61                         |

| EF Education–Tibco–SVB ‏ TIB | EF Education–Tibco–SVB ‏ TIB | EF Education–Tibco–SVB ‏ TIB |
| --------------------------- | --------------------------- | --------------------------- |
| م                           | عداء                        | مرتبة                       |
| 21                          | Nicolle Bruderer ‏           | 89                          |
| 22                          | نينا كيسلر                  | 4                           |
| 23                          | Sharlotte Lucas ‏            | 28                          |
| 24                          | Shannon Malseed ‏            | 66                          |
| 26                          | Rozanne Slik ‏               | 29                          |

| فريق كوجياس ميتلر لوك برو للدراجات ‏ CGS | فريق كوجياس ميتلر لوك برو للدراجات ‏ CGS | فريق كوجياس ميتلر لوك برو للدراجات ‏ CGS |
| --------------------------------------- | --------------------------------------- | --------------------------------------- |
| م                                       | عداء                                    | مرتبة                                   |
| 31                                      | Ekaterina Knebeleva ‏                    | 54                                      |
| 32                                      | Renata Baymetova ‏                       | 65                                      |
| 33                                      | غولناز خاتونتسيفا                       | 88                                      |
| 34                                      | أولغا زابيلينسكايا                      | 25                                      |

| BTC City Ljubljana ‏ BTC | BTC City Ljubljana ‏ BTC | BTC City Ljubljana ‏ BTC |
| ----------------------- | ----------------------- | ----------------------- |
| م                       | عداء                    | مرتبة                   |
| 41                      | Mia Radotić ‏            | 16                      |
| 42                      | Anastasia Chursina      | لم يبدأ-2               |
| 43                      | Urška Bravec ‏           | 55                      |
| 44                      | Hayley Simmonds ‏        | 56                      |
| 45                      | مونيك فان دي ري         | 11                      |
| 46                      | Maaike Boogaard ‏        | 8                       |

| باركهوتل فالكنبورغ ‏ PHV | باركهوتل فالكنبورغ ‏ PHV | باركهوتل فالكنبورغ ‏ PHV |
| ----------------------- | ----------------------- | ----------------------- |
| م                       | عداء                    | مرتبة                   |
| 51                      | لورينا ويبيس            | 1                       |
| 52                      | إستر فان فيين           | 75                      |
| 53                      | فيمكا ماركوس            | 80                      |
| 54                      | جنين فان دير مير ‏       | 86                      |
| 55                      | Meike Uiterwijk Winkel ‏ | 74                      |

| لوتو بيليسول للسيدات ‏ LSL | لوتو بيليسول للسيدات ‏ LSL | لوتو بيليسول للسيدات ‏ LSL |
| ------------------------- | ------------------------- | ------------------------- |
| م                         | عداء                      | مرتبة                     |
| 61                        | Annelies Dom ‏ (طريق)      | 42                        |
| 62                        | لوت كوبيكي                | 3                         |
| 63                        | Danique Braam ‏            | 24                        |
| 64                        | ديمي دي جونغ ‏             | 17                        |
| 65                        | شانتال هوفمان             | 73                        |
| 66                        | Nguyễn Thị Thật ‏          | 35                        |

| ماسي تكتيك تيم للسيدات ‏ MAT | ماسي تكتيك تيم للسيدات ‏ MAT | ماسي تكتيك تيم للسيدات ‏ MAT |
| --------------------------- | --------------------------- | --------------------------- |
| م                           | عداء                        | مرتبة                       |
| 71                          | Teresa Ripoll Sabate ‏       | 26                          |
| 72                          | Mireia Benito ‏              | لم يبدأ-2                   |
| 73                          | Noemí Ferré ‏                | 87                          |
| 74                          | Elisabet Escursell Valero ‏  | 81                          |
| 75                          | Nekane Gómez ‏               | 85                          |
| 76                          | بيلين لوبيز                 | 32                          |

| دولتشيني فان إيك بروكسيموس ‏ DVE | دولتشيني فان إيك بروكسيموس ‏ DVE | دولتشيني فان إيك بروكسيموس ‏ DVE |
| ------------------------------- | ------------------------------- | ------------------------------- |
| م                               | عداء                            | مرتبة                           |
| 81                              | Bryony van Velzen ‏              | 13                              |
| 82                              | Victoire Berteau ‏               | 22                              |
| 83                              | Pascale Jeuland-Tranchant       | 10                              |
| 84                              | دانييلا ريس (طريق)              | 69                              |

| بدون فريق ___ | بدون فريق ___ | بدون فريق ___ |
| ------------- | ------------- | ------------- |
| م             | عداء          | مرتبة         |
| 85            | كيلي ماركوس   | 18            |

| دولتشيني فان إيك بروكسيموس ‏ DVE | دولتشيني فان إيك بروكسيموس ‏ DVE | دولتشيني فان إيك بروكسيموس ‏ DVE |
| ------------------------------- | ------------------------------- | ------------------------------- |
| م                               | عداء                            | مرتبة                           |
| 86                              | Saartje Vandenbroucke ‏          | لم يبدأ-3                       |

| Minsk Cycling Club (women's team) ‏ MCC | Minsk Cycling Club (women's team) ‏ MCC | Minsk Cycling Club (women's team) ‏ MCC |
| -------------------------------------- | -------------------------------------- | -------------------------------------- |
| م                                      | عداء                                   | مرتبة                                  |
| 91                                     | Nastassia Kiptsikava ‏                  | لم يبدأ-2                              |
| 92                                     | Taisa Naskovich ‏                       | 36                                     |
| 93                                     | تاتسيانا شاراكوفا                      | 7                                      |
| 94                                     | Hanna Tserakh ‏                         | 41                                     |
| 95                                     | Alina Abramenko‏                        | 38                                     |

| تيم كوب هايتك بوردكتس ‏ HPU | تيم كوب هايتك بوردكتس ‏ HPU | تيم كوب هايتك بوردكتس ‏ HPU |
| -------------------------- | -------------------------- | -------------------------- |
| م                          | عداء                       | مرتبة                      |
| 101                        | لوسي جارنر                 | 5                          |
| 102                        | Ingvild Gåskjenn ‏          | 30                         |
| 103                        | Marta Tagliaferro ‏         | 6                          |
| 104                        | غريس جارنر                 | لم يكمل السباق-1           |
| 105                        | Lonneke Uneken ‏            | 15                         |
| 106                        | Pernille Feldmann ‏         | 37                         |

| Servetto–Makhymo–Beltrami TSA ‏ SER | Servetto–Makhymo–Beltrami TSA ‏ SER | Servetto–Makhymo–Beltrami TSA ‏ SER |
| ---------------------------------- | ---------------------------------- | ---------------------------------- |
| م                                  | عداء                               | مرتبة                              |
| 111                                | Kseniya Dobrynina ‏                 | 31                                 |
| 112                                | Anna Potokina ‏                     | 52                                 |
| 113                                | Mónika Király ‏                     | 43                                 |
| 114                                | Francesca Balducci ‏                | 51                                 |
| 115                                | Aleksandra Goncharova ‏             | 20                                 |
| 116                                | Markéta Hájková ‏                   | 34                                 |

| فريق تايلاند لركوب الدراجات للسيدات ‏ TWC | فريق تايلاند لركوب الدراجات للسيدات ‏ TWC | فريق تايلاند لركوب الدراجات للسيدات ‏ TWC |
| ---------------------------------------- | ---------------------------------------- | ---------------------------------------- |
| م                                        | عداء                                     | مرتبة                                    |
| 121                                      | Chanpeng Nontasin ‏                       | 70                                       |
| 122                                      | Jutatip Maneephan ‏                       | 2                                        |
| 123                                      | Supaksorn Nuntana ‏                       | 48                                       |
| 124                                      | Chaniporn Batriya ‏                       | 62                                       |
| 125                                      | Phetdarin Somrat ‏                        | OTL-1                                    |
| 126                                      | Sarocha Kamonkhon ‏                       | 53                                       |

| China Liv Pro Cycling ‏ GPC | China Liv Pro Cycling ‏ GPC | China Liv Pro Cycling ‏ GPC |
| -------------------------- | -------------------------- | -------------------------- |
| م                          | عداء                       | مرتبة                      |
| 131                        | Zhao Xisha ‏                | 12                         |
| 132                        | Peixiao Wu ‏                | 68                         |
| 133                        | Li Jiaqi (cyclist) ‏        | 40                         |
| 134                        | Lu Siying ‏                 | 82                         |
| 135                        | Pu Yixian ‏                 | 33                         |
| 136                        | Liang Hongyu (cyclist) ‏    | 83                         |

| لفيف للسيدات ‏ LCW | لفيف للسيدات ‏ LCW   | لفيف للسيدات ‏ LCW |
| ----------------- | ------------------- | ----------------- |
| م                 | عداء                | مرتبة             |
| 141               | Oksana Kliachina ‏   | 79                |
| 142               | Valeriya Kononenko ‏ | 9                 |
| 143               | Olena Sharha ‏       | 46                |
| 144               | Anna Nahirna ‏       | 47                |
| 145               | Yuliia Biriukova ‏   | 49                |
| 146               | Hanna Solovey ‏      | 27                |

| ألومنيت ‏ ILU | ألومنيت ‏ ILU       | ألومنيت ‏ ILU     |
| ------------ | ------------------ | ---------------- |
| م            | عداء               | مرتبة            |
| 151          | Kulacha Chairin ‏   | 60               |
| 152          | Tatiana Dueñas ‏    | 77               |
| 153          | Daphne Karagianis ‏ | 76               |
| 154          | Jessenia Meneses ‏  | 59               |
| 155          | ليكسي ميلارد       | لم يكمل السباق-2 |

| فريق جمهورية الصين الشعبية لركوب الدراجات للسيدات 2019‏ CHN | فريق جمهورية الصين الشعبية لركوب الدراجات للسيدات 2019‏ CHN | فريق جمهورية الصين الشعبية لركوب الدراجات للسيدات 2019‏ CHN |
| ---------------------------------------------------------- | ---------------------------------------------------------- | ---------------------------------------------------------- |
| م                                                          | عداء                                                       | مرتبة                                                      |
| 161                                                        | Sun Jiajun (cyclist) ‏                                      | 21                                                         |
| 162                                                        | Liu Zixin‏                                                  | 39                                                         |
| 163                                                        | Xiuyan Lu‏                                                  | 45                                                         |
| 164                                                        | Lu Mei ‏                                                    | 57                                                         |
| 166                                                        | Yuan Sun‏                                                   | 63                                                         |

| منتخب هونغ كونغ لركوب الدراجات للسيدات 2019‏ HKG | منتخب هونغ كونغ لركوب الدراجات للسيدات 2019‏ HKG | منتخب هونغ كونغ لركوب الدراجات للسيدات 2019‏ HKG |
| ----------------------------------------------- | ----------------------------------------------- | ----------------------------------------------- |
| م                                               | عداء                                            | مرتبة                                           |
| 171                                             | Yang Qianyu ‏                                    | 67                                              |
| 172                                             | بانج ياو                                        | 58                                              |
| 173                                             | Leung Wing Yee‏                                  | 44                                              |
| 174                                             | Yin Yu Ma‏                                       | 90                                              |
| 175                                             | Leung Hoi Wah‏                                   | لم يكمل السباق-2                                |
| 176                                             | Sze Wing Ng‏                                     | 84                                              |

## وصلات خارجية
- لمحة عن سباق طواف جزيرة تشونغ مينغ سباق المرحلة 2019 على موقع  ProCyclingStats   (برو  سايكلنج  ستاتس) - إحصاءات  محترفي  الدراجات.

- طواف جزيرة تشونغ مينغ سباق المرحلة 2019 على موقع إحصائيات الدراجات الإحترافية (الإنجليزية)